# Půdní agregát
Půdní agregát je jednotka půdního uspořádání, která vzniká shluky elementárních zrn. Za vznikem stojí vlivy chemické, fyzikální i biotické. Nejčastějším důvodem vzniku půdních agregátů je koloidizace. Při koloidizaci je nutná přítomnost určitého množství karbonátů. Půdní agregáty mohou vznikat i činností člověka a to např. orbou či válením.

## Problémy v zemědělství
V zemědělské praxi je vznik půdních agregátů chápán většinou negativně. Proto například po orbě se provádí vláčení, aby došlo k rozbití hrud a k rozmělnění půdy. 